# جوديث بايفر
جوديث لين بايفر (بالإنجليزية: Judith Pipher)‏ (ولدت عام 1940) هي عالمة فيزياء فلكية ومراقبة فلكية. وهي بروفيسورة متقاعدة في علم الفلك في جامعة روتشستر، وأدارت مرقب ميس سي. إي. كي من عام 1979 وحتى عام 1994. كما قدّمت إسهامات هامة جداً في تطوير مصفوفات كاشف الأشعة فوق الحمراء في التلسكوبات الفضائية.

## حياتها وتعليمها
وُلدت جوديث بايفر عام 1940 في مدينة تورنتو، وتخرجت من مدرسة ليسايد الثانوية عام 1958، وحصلت على شهادة بكالوريوس في علم الفلك من جامعة تورنتو عام 1962. انتقلت بايفر بعد تخرجها إلى إقليم فينغر ليك في ريف نيويورك، حيث درّست هناك العلوم في جامعة كورنويل. وفي أواخر ستينيات القرن الماضي، عملت بايفر، بصفتها خريجة العالم مارتن هارويت، في تجربة تلسكوب صاروخي عالي التبريد.
حصلت بايفر على شهادة الدكتوراه من جامعة كورنويل عام 1971، وكانت أطروحتها، بعنوان “مراصد الصواريخ دون الملميترية في المجرة وما خلفها”، السبب الذي قادها إلى إجراء الأبحاث في مجال علم الفلك دون الملميتري وعلم فلك الأشعة تحت الحمراء الناشئين.

## مسيرتها المهنية وأبحاثها
التحقت بايفر بكلية علم الفلك والفيزياء في جامعة روتشيستر عام 1971 وعملت هناك مدرسة. وأصبحت بايفر رئيسة مرقب ميس سي. إي. كي. في جامعة روتشيستر منذ عام 1979 وحتى عام 1994، حيث دوّنت ما رصدته عن طريق مرصد كايبر المحمول جواً.
توصلّت بايفر وويليام جاي. فوريست إلى نتائج واعدة باستخدام كاشفات من إنتموان الإنديوم indium antimonide (InSb) ذات مصفوفة بـ 32 x 32 بكسل في ورشة ايمز التابعة لوكالة ناسا. طرح الاثنان نتائجهما عام 1983 ، في العام الذي كانت فيه وزملائها أول من يستخدم كاميرات مصفوفة الأشعة تحت الحمراء لالتقاط صور لمجرات الانفجار النجمي.
وعلى مر العقدين التاليين، استطاعت بايفر تطوير مصفوفات InSb فائقة الحساسية للأشعة تحت الحمراء، بمساعدة زميلها ويليام جاي. فوريست. حيث أُطلقت كاميرا مصفوفة الأشعة تحت الحمراء (IRAC) في مقراب سبيتزر الفضائي في شهر آب عام 2003.
عملت بايفر أيضاً مع دان واتسون على تطوير مصفوفات تلوريد كادميوم الزئبق (HgCdTe). وركزت في أبحاثها على دراسات تشكل النجوم، واستخدمت المصفوفات التي صممتها لرصد ظواهر فلكية كالسديم الكوكبي والقزم البني ورصد مركز المجرة. كما ألفت أكثر من 200 ورقة بحثية ومقالة علمية.
تعمل بايفر ضمن فريق في جامعة روتشيستر، حيث قاموا بتطوير مستشعر NEOCam، وهو مستشعر من تلوريد كادميوم الزئبق للأشعة تحت الحمراء، وهو مصمم لكاميرا NEOCam (كاميرا الأجرام القريبة من الأرض. حيث يحسّن المستشعر من قدرة الكاميرا على تحديد وكشف الأجرام القريبة من الأرض والتي قد تشكل خطراً على الكوكب، كالكويكيبات على سبيل المثال.

## الجوائز والامتيازات
حصلت بايفر على جائزة سوزان بي. أنثوني من جامعة روتشيستر عام 2002. وأُدخل اسمها إلى لوحة الشرف الوطنية للنساء عام 2007. كما ذكرت مقالة من مجلة ديسكوفر عام 2009 إلى بايفر قائلة “إنها، وفقاً للكثيرين، أم علم فلك الأشعة تحت الحمراء”. وسُمّي كويكب 306128 بايفر تخليداً لها.

## حياتها الشخصية
تعيش بايفر في بلدة سينيكا فولز في ولاية نيويورك، حيث تشغل هناك منصب نائبة رئيس مجلس الإدارة في متحف سينيكا. وهي أرملة وجدة لأربعة أحفاد.